# Leprechaun (film)
Série
Leprechaun 2
(1994)
Pour plus de détails, voir Fiche technique et Distribution.
Leprechaun ou L’Abominable Lutin au Québec est un film américain réalisé par Mark Jones, sorti en 1992. Il s'agit du premier film de la série Leprechaun.

## Synopsis
Dan O'Grady revient aux États-Unis après avoir dérobé l'or d'un leprechaun irlandais. Mais celui-ci l'a suivi et compte bien récupérer son or. Dan enterre alors le trésor près de sa maison. Plusieurs années plus tard, un père, sa fille et trois jeunes peintres en bâtiment découvrent le trésor alors qu'ils emménagent dans la maison. Ils déchaînent alors la colère du leprechaun qui désire retrouver son bien par tous les moyens possibles.

## Fiche technique
- Titre : Leprechaun
- Titre québécois : L’Abominable Lutin
- Réalisation : Mark Jones
- Scénario : Mark Jones
- Musique : Kevin Kiner & Robert J. Walsh
- Photographie : Levie Isaacks
- Montage : Christopher Roth
- Production : Jeffrey B. Mallian
- Société de production et de distribution : Trimark Pictures
- Pays de production :  États-Unis
- Langue : Anglais
- Format : Couleurs - 1,85:1 - stéréo -  35 mm
- Genre : Comédie horrifique et fantastique
- Durée : 92 minutes
- Dates de sortie :
  - États-Unis : 8 janvier 1993
- Interdit aux moins de 12 ans

## Distribution
- Warwick Davis (VF : Alain Flick) : Leprechaun
- Jennifer Aniston (VF : Michèle Buzynski) : Tory Reding
- Ken Olandt (VF : Maurice Decoster) : Nathan Murphy
- Mark Holton (VF : Thierry Wermuth) : Ozzie
- Robert Hy Gorman : Alex
- John Sanderford : J.D. Reding
- Shay Duffin (VF : Raoul Delfosse) : Dan O'Grady
- Pamela Mant : Mme O'Grady
- David Permenter : l'adjoint Tripet
- John Voldstad (VF : Max André) : le propriétaire de la boutique
- William Newman (en) (VF : Bernard Tixier) : le shérif Cronin
- Raymond C. Turner (VF : Bruno Dubernat) : le policier dispatcher

## Accueil
Le film a atteint 8 556 940 $ au box-office américain.

## Autour du film
- Leprechaun marque le début de la carrière de l'actrice Jennifer Aniston.
- Bien que le titre soit inchangé en France, le doublage français du film ne mentionne jamais le mot « leprechaun », préférant le traduire par « farfadet ».
- Certains passages du film peuvent faire penser à des films comme : Jeu d'enfant, Les Griffes de la nuit, Gremlins,  Scream...[réf. nécessaire]